# Política de Kuwait

Emblema de Kuwait

Kuwait és un emirat constitucional amb un sistema polític semi-democràtic. El sistema polític híbrid està dividit entre un parlament elegit i un govern fixat.
La Constitució de Kuwait, aprovada i promulgada el novembre de 1962, estipula eleccions directes a un parlament unicameral (l'Assemblea Nacional). El sistema judicial de Kuwait és el més independent de la regió del Golf Pèrsic i el Tribunal Constitucional és àmpliament reconegut per ser un dels tribunals més independents dels països àrabs.

## Branca legislativa

### Assemblea Nacional
L'Assemblea Nacional és el poder legislatiu de Kuwait. L'Assemblea Nacional té el poder de treure ministres de govern del seu càrrec. Els diputats usen freqüentment el seu dret constitucional a interpel·lar els ministres del govern. Les sessions d'interpel·lació a ministres de l'Assemblea Nacional són retransmesos per la televisió kuwaitiana. Els diputats també tenen el dret a interpel·lar al primer ministre i, aleshores, presentar una moció de no-cooperació amb el govern (moció de censura), que en cas de prosperar comportà la substitució del gabinet.
L'Assemblea Nacional pot tenir fins a 50 diputats, tots ells escollits per vot popular i per un mandat de quatre anys. Els membres del gabinet també seuen al parlament com a diputats. La constitució limita la mida del gabinet a 16 membres, i com a mínim un d'ells ha de ser un diputat escollit. Els ministres del gabinet tenen els mateixos drets que un diputat escollit, amb les següents dues excepcions: no participen de la feina dels comitès, i no poden votar quan una interpel·lació desencadena en una moció de censura contra un dels membres del gabinet.
El Tribunal Constitucional té l'autoritat per dissoldre la cambra i, conseqüentment, ha de convocar noves eleccions en un termini de dos mesos. El Tribunal Constitucional és àmpliament reconegut per ser un dels tribunals més independents dels països àrabs. L'emir també té l'autoritat per dissoldre la cambra i convocar eleccions en dos mesos. El Tribunal Constitucional pot invalidar el decret de dissolució del parlament de l'emir.
L'Assemblea Nacional és el principal poder legislatiu de Kuwait. L'emir pot vetar les lleis però l'Assemblea Nacional pot superar el veto amb el vot de dues terceres parts. L'Assemblea Nacional (per l'article 4 de la Constitució) té el dret constitucional d'aprovar o desaprovar el nomenament d'un emir. L'any 2006 l'Assemblea Nacional va treure Saad al-Sabah del seu càrrec per la seva incapacitat per governar a causa d'una malaltia. L'Assemblea Nacional de Kuwait és el parlament més independent del món àrab i és un dels parlaments més forts de l'Orient Mitjà.

## Branca executiva

### Govern
El primer ministre escull el gabinet (govern). El nomenament d'un govern requereix l'aprovació de l'Assemblea Nacional. El primer ministre és un membre de la família governant i és fixat per l'emir.
Com a mínim, un membre del gabinet ha de ser un diputat que guanyà les eleccions a l'Assemblea Nacional. El gabinet de 1992 gabinet va incloure sis membres escollits de l'Assemblea Nacional, el major dels gabinets kuwaitians de la història. L'actual gabinet actual té dos membres escollits a l'Assemblea Nacional.
L'Assemblea Nacional té la potestat de retirar del càrrec als ministres de govern que consideri oportú. Els diputats usen freqüentment el seu dret constitucional a interpel·lar els ministres del govern. Les sessions d'interpel·lació a ministres de l'Assemblea Nacional són retransmesos per la televisió kuwaitiana. Els diputats també tenen el dret a interpel·lar al primer ministre i, aleshores, presentar una moció de no-cooperació amb el govern (moció de censura), que en cas de prosperar comportà la substitució del gabinet.

### Emir
Els poders de l'emir són definits per la Constitució de 1961. Aquests poders inclouen nomenar el primer ministre, qui al seu torn escull el gabinet (govern). El príncep de la Corona ha de ser aprovat per majoria absoluta dels membres de l'Assemblea Nacional. Si el príncep de la Corona no queda aprovat per l'Assemblea Nacional, l'emir ha de lliurar els noms de tres membres elegibles de la família a l'Assemblea Nacional i, aleshores, la cambra selecciona a un per a ser el príncep de la Corona. A la mort de l'emir, el príncep de la Corona el succeeix.
El 15 de gener de 2006, després de la mort de l'emir Jaber al Ahmed al Sabah, Saad al-Sabah el succeí per un període molt breu, ja que, pocs dies després, el parlament kuwaitià votà per treure'l del poder, ja que estava malalt. Fou aleshores quan el gabinet nomenà al primer ministre anterior, Sabah al-Ahmad Al Sabah, per a ser el nou emir. A l'hora de sotmetre la seva elecció a votació del parlament, guanyà per majoria de vots i esdevingué així el 15è emir de l'Estat.

## Eleccions
La constitució exigeix la convocatòria d'eleccions en un termini màxim de quatre anys (o abans si es dissol el parlament). Kuwait té sufragi universal per a ciutadans kuwaitians de 21 anys o més.
Una vegada s'han celebrat les eleccions, la majoria de diputats formen blocs a l'Assemblea Nacional. La llei kuwaitiana no reconeix els partits polítics. Tanmateix, nombrosos grups polítics funcionen de facto com a partits polítics a les eleccions, i hi ha blocs al parlament. Els principals partits polítics de facto són: Aliança Democràtica Nacional, Bloc d'Acció Popular, Hadas (Germans Musulmans kuwaitians), Aliança Islàmica Nacional i Aliança Justícia i Pau.

## Branca judicial
La judicatura de Kuwait és un cos relativament independent. En cada districte administratiu de Kuwait hi ha: un Tribunal de Resum (també anomenat Tribunals de Primera instància que es componen d'un o més divisions, com un Tribunal de Trànsit o un Tribunal Administratiu); un Tribunal d'Apel·lacions; un Tribunal de Cassació i, finalment, un Tribunal Constitucional que interpreta la constitució i tracta les disputes relacionades amb la constitucionalitat de les lleis. Kuwait té un sistema legal de Dret continental.